# بیست‌ویکمین دوره جشن حافظ
بیست و یکمین دوره جشن حافظ که توسط دنیای تصویر برگزار می‌شود، در تاریخ ۲۹ آبان‌ سال ۱۴۰۰ در هتل اسپیناس پالاس تهران برگزار شد. در جشن حافظ ۱۴۰۰ سریال‌های پخش شده پس از نوروز سال ۹۹ در شبکه‌های تلویزیونی صدا و سیما یا سامانه‌های آنلاین که پخش آنها تا نیمه آبان ۱۴۰۰ به پایان رسیده باشد، مورد بررسی قرار گرفته‌اند. در بخش سینما، فیلم‌هایی که از نیمه اردیبهشت سال ۹۹ تا نیمه آبان ۱۴۰۰ در سالن‌های سینما یا سامانه‌های پخش آنلاین عرضه شده باشند، داوری شده‌اند. بهترین فیلم و بهترین مجموعه تلویزیونی این دوره به ترتیب قهرمان و زخم‌کاری بودند.

## برندگان اصلی
برندگان جایزه در سطر نخست فهرست، به صورت بزرگ نوشته می‌شوند و با یک ستاره (*) نشان داده می‌شوند.

### بخش سینمایی
| بهترین فیلم - قهرمان – اصغر فرهادی و الکساندر ماله‌گی* - تومان – سعید سعدی - خورشید – مجید مجیدی و امیر بنان - خون شد –جواد نوروزبیگی - درخت گردو –سید مصطفی احمدی - شنای پروانه –رسول صدرعاملی                                                                                     | بهترین کارگردانی - اصغر فرهادی – قهرمان* - مرتضی فرشباف – تومان - محمد کارت – شنای پروانه - مسعود کیمیایی – خون شد - مجید مجیدی – خورشید - محمدحسین مهدویان – درخت گردو |
| بهترین فیلمنامه - اصغر فرهادی – قهرمان* - مرتضی فرشباف – تومان - مجید مجیدی و نیما جاویدی – خورشید - محمد کارت و حسین دوماری و پدرام پورامینی – شنای پروانه | بهترین بازیگر مرد - امیر جدیدی – قهرمان* - پیمان معادی – درخت گردو* - امیر آقایی – شنای پروانه - رضا بابک – بنفشه آفریقایی - محسن تنابنده – قهرمان - مهدی حسینی‌نیا – شنای پروانه - روح‌الله زمانی – خورشید - جواد عزتی – شنای پروانه - امیرحسین فتحی – کشتارگاه - میرسعید مولویان – تومان |
| بهترین بازیگر زن - پردیس احمدیه – تومان* - سوسن پرور – بوتاکس* - گلاب آدینه – آبجی - پانته‌آ بهرام – شنای پروانه - طناز طباطبایی – شنای پروانه - معصومه قاسمی‌پور –آبجی - باران کوثری– بی‌حسی موضعی - سحر گلدوست – قهرمان - فاطمه مسعودی‌فر – پوست - فاطمه معتمد آریا – بنفشه آفریقایی | بهترین موسیقی متن - بامداد افشار – پوست* - ستار اورکی – خون شد - حبیب خزایی‌فر – درخت گردو - کریستف رضاعی – ناگهان درخت |
| بهترین تدوین - قهرمان – هایده صفی یاری* - تومان – مهدی سعدی - خورشید – حسن حسن‌دوست - درخت گردو –محمد نجاریان - شنای پروانه – اسماعیل علیزاده | بهترین فیلمبرداری - تومان – مرتضی نجفی* - درخت گردو – هادی بهروز - خورشید – هومن بهمنش - شنای پروانه –سامان لطفیان - قهرمان –علی قاضی - لتیان – ادیب سبحانی |
| نشان عباس کیارستمی - پوست – بهمن ارک و بهرام ارک* - بوتاکس – کاوه مظاهری - دشت خاموش – احمد بهرامی | بهترین دستاورد فنی و هنری - ارشا اقدسی* |

### فیلم‌ها با نامزدی متعدد
| تعداد نامزدی‌ها | فیلم           |
| -------------- | -------------- |
| ۱۱             | شنای پروانه    |
| ۸              | قهرمان         |
| ۷              | تومان          |
| ۷              | درخت گردو      |
| ۶              | خورشید         |
| ۳              | خون شد         |
| ۳              | پوست           |
| ۲              | بنفشه آفریقایی |
| ۲              | بوتاکس         |
| ۲              | آبجی           |
| ۱              | کشتارگاه       |
| ۱              | بی‌حسی موضعی    |
| ۱              | ناگهان درخت    |
| ۱              | لتیان          |
| ۱              | دشت خاموش      |

| تعداد جایزه | فیلم        |
| ----------- | ----------- |
| ۵           | قهرمان      |
| ۲           | تومان       |
| ۲           | پوست        |
| ۱           | درخت گردو   |
| ۱           | بوتاکس      |
| ۱           | شنای پروانه |

### بخش تلویزیونی
| بهترین مجموعه تلویزیونی - زخم‌کاری – محمدرضا تخت‌کشیان* - آقازاده – حامد عنقا - آنها – پرویز پرستویی - افرا –کامبیز دارابی و مجید مولایی - زیرخاکی –رضا نصیری‌نیا - قورباغه –علی اسدزاده - گاندو ۲ – مجتبی امینی - میخواهم زنده بمانم – محمد شایسته - نون خ۲ و نون خ۳ –مهدی فرجی - هم‌گناه –مصطفی کیایی | بهترین کارگردانی - شهرام شاه‌حسینی – میخواهم زنده بمانم* - سعید آقاخانی – نون خ۲ و نون خ۳ - جواد افشار – گاندو۲ - بهرنگ توفیقی – آقازاده - جلیل سامان – زیرخاکی ۱ و زیرخاکی ۲ - هومن سیدی – قورباغه - مصطفی کیایی – هم‌گناه - محمدحسین مهدویان – زخم‌کاری |
| بهترین فیلمنامه - محمدحسین مهدویان – زخم‌کاری* - حامد عنقا – آقازاده - سروش روحبخش – آنها - فرزاد فرزانه و امیرحسین نجف‌پور – افرا - هومن سیدی – قورباغه - مجید مولایی – میخواهم زنده بمانم - محسن کیایی و علی کوچکی – هم‌گناه                                                                         | بهترین بازیگر مرد کمدی - پژمان جمشیدی – زیرخاکی (فصل اول و دوم)* - سعید آقاخانی – نون خ۲ و نون خ۳ - حمیدرضا حافظ شجری – نوروز رنگی - جواد خواجوی – نوروز رنگی - سیروس میمنت – نون خ۲ و نون خ۳ - کاظم نوربخش – نون خ۲ و نون خ۳                          |
| بهترین بازیگر زن کمدی - ژاله صامتی – زیرخاکی (فصل اول و دوم)* - ویشکا آسایش – دراکولا - رابعه اسکویی – نوروز رنگی - هدیه بازوند – نون خ۲ و نون خ۳ - سیما تیرانداز – دراکولا - صهبا شرافتی – نون خ۲ و نون خ۳                                                                                         | بهترین بازیگر مرد درام - امیر آقایی – آقازاده* - صابر ابر – قورباغه - حامد بهداد – میخواهم زنده بمانم - روزبه حصاری – افرا - علی شادمان – میخواهم زنده بمانم - مجید صالحی – سیاوش - جواد عزتی – زخم‌کاری - نوید محمدزاده – قورباغه                      |
| بهترین بازیگر زن درام - رعنا آزادی‌ور – زخم‌کاری* - پردیس پورعابدینی – آقازاده - هدیه تهرانی – هم‌گناه - ساقی حاجی‌پور – هم‌گناه - فرشته حسینی – قورباغه - سوگل خلیق – هم‌گناه - سحر دولتشاهی – قورباغه - آزاده صمدی – میخواهم زنده بمانم                                                                 | بهترین چهره تلویزیونی - سروش صحت – کتاب‌باز* - حامد آهنگی –شب آهنگی - محمد دلاوری – تهران ۲۰ - پیمان طالبی – طبیب - مژده لواسانی – بسته پیشنهادی - مهران مدیری – دورهمی                                                                                 |

### مجموعه‌ها با نامزدی متعدد
| تعداد نامزدی‌ها | مجموعه             |
| -------------- | ------------------ |
| ۷              | زخم‌کاری            |
| ۷              | قورباغه            |
| ۷              | میخواهم زنده بمانم |
| ۷              | نون خ (۲ و ۳)      |
| ۷              | هم‌گناه             |
| ۶              | آقازاده            |
| ۴              | زیرخاکی (۱ و ۲)    |
| ۳              | افرا               |
| ۳              | گاندو۲             |
| ۳              | نوروز رنگی         |
| ۲              | آنها               |
| ۲              | دراکولا            |
| ۱              | سیاوش              |

| تعداد جایزه | مجموعه             |
| ----------- | ------------------ |
| ۴           | زخم‌کاری            |
| ۲           | زیرخاکی (۱ و ۲)    |
| ۱           | می‌خواهم زنده بمانم |
| ۱           | آقازاده            |
| ۱           | هم‌گناه             |
| ۱           | کتاب‌باز            |

### جوایز دیگر
| جایزه ویژه هیئت داوران - جواد عزتی – زخم‌کاری و شنای پروانه* | یک عمر فعالیت هنری - مسعود کیمیایی* |
| بهترین مستند - خط باریک قرمز – فرزاد خوشدست* - بانو قدس ایران – مصطفی رزاق کریمی - جایی برای فرشته‌ها نیست –سام کلانتری - ف.الف – فرشاد اکتسابی - کودتای ۵۳ – تقی امیرانی | بهترین خواننده تیتراژ فیلم و مجموعه تلویزیونی - علیرضا قربانی – هم‌گناه (قطعه «هم‌گناه»)، آهنگساز: علیرضا افکاری* - علی زندوکیلی– آقازاده (قطعه «نقاب»)، ترانه‌سرا: حسین غیاثی، آهنگساز: علیرضا افکاری - علیرضا قربانی – درخت گردو (قطعه «درخت گردو»)، ترانه‌سرا: روزبه بمانی، آهنگساز: حبیب خزایی‌فر - بهنام بانی– زخم‌کاری (قطعه «زخم کاری»)، ترانه‌سرا و آهنگساز: مهدی دارابی - محمد علیزاده – گاندو۲ (قطعه «منو بغل کن»)، ترانه‌سرا: مهرزاد امیرخانی، آهنگساز: معین طیبی - همایون شجریان –میخواهم زنده بمانم (قطعه «یک نفس آرزوی تو»)، ترانه‌سرا: کمال جعفری امامزاده، آهنگساز: سعید فرج‌پوری |
| بهترین دستاورد فردی ویژه - علی سرتیپی* | |